# Peunyeurat
Peunyeurat is een bestuurslaag in het regentschap Banda Aceh van de provincie Atjeh, Indonesië. Peunyeurat telt 1576 inwoners (volkstelling 2010).